# June Bacon-Bercey
June Esther Bacon-Bercey (Wichita, 23 de octubre de 1932-Burlingame, 3 de julio de 2019) fue una científica estadounidense experta en meteorología y aviación. Trabajó para la Administración Nacional Oceánica y Atmosférica, el Servicio Meteorológico Nacional y la Comisión de Energía Atómica. Se cree que es la primera mujer afroamericana en obtener un título en meteorología. Fue conocida como la primera mujer meteoróloga de profesión en convertirse en meteoróloga de la televisión estadounidense.

## Primeros años y educación
Bacon-Bercey nació en Wichita, Estados Unidos. Obtuvo su bachillerato en 1954 de la Universidad de Kansas y su maestría en 1955 en la Universidad de California en Los Ángeles (UCLA). Recibió una maestría en administración pública (MPA) de la Universidad del Sur de California en 1979.

## Trayectoria
Bacon-Bercey comenzó su carrera como ingeniera, cuando trabajó para la Sperry Corporation, luego trabajó para una variedad de organizaciones federales incluyendo la Comisión de Energía Atómica de los Estados Unidos como asesora, el Servicio Meteorológico Nacional y el National Meteorological Center.
A partir de 1979, pasó casi diez años como administradora principal de las actividades meteorológicas de Television Weather Activities en NOAA y trabajó en varios otros proyectos.
El aumento de la participación de las mujeres afroamericanas en la meteorología y la ciencia geofísica ha sido uno de los principales objetivos de Bacon-Bercey. En 1978, publicó un análisis de los meteorólogos afroamericanos en los Estados Unidos. Ganó $64 000 como concursante en The $128,000 Question en 1977, que utilizó para establecer un fondo de becas para mujeres interesadas en las ciencias atmosféricas, administrado por la Unión Americana de Geofísica (AGU, por sus siglas en inglés). Fue parte del Comité de Mujeres y Minorías en Ciencias Atmosféricas de la AGU y fue cofundadora de la Junta de Mujeres en Minorías de la Sociedad Estadounidense de Meteorología. 
En 2006, Bacon-Bercey fue citada en un libro para jóvenes titulado June Bacon-Bercey: a meteorologist talks about the weather.

## Honores
Bacon-Bercey fue la primera mujer, así como la primera afroamericana, en recibir el sello de aprobación de la American Meteorological Society por su excelencia en la transmisión televisiva de información meteorológica cuando trabajaba en Búfalo, Nueva York, en la década de 1970.
En 2000, fue honrada durante una conferencia de tres días en la Universidad Howard por sus contribuciones, incluyendo: ayudar a establecer un laboratorio de meteorología en la Universidad Estatal de Jackson en Misisipi, y por su trabajo en las escuelas públicas de California. También fue nombrada por la NASA como «pionera de las minorías» por su logro en ciencias atmosféricas.